# جاسم الهاشمي
جاسم الهاشمي لاعب كرة قدم قطري . يلعب حالياً في نادي الشمال .

## مسيرة اللاعب
كانت بداياته مع نادي الجيش و لعب بعدها مع نادي قطر ونادي الوكرة ونادي الشمال.

## روابط خارجية
- جاسم الهاشمي على موقع Soccerway.com (الإنجليزية)